# Cesar Kotoku
Cesar Kotoku (孝徳天皇 Kotoku-tenno), 36. japonski cesar v skladu s tradicionalnim dednim nasledstvom, * 596, † 24. november 654. Kotoku je vladal med leti 645 in 654.

## Tradicionalna zgodba
Pred vzponom na krizantemin prostol je bilo njegovo osebno ime (imina) Karu (軽) ali princ Karu (軽皇子 Karu-no-Odži). Izdal je edikte za uveljavitev reform Taika.
Bil je potomec cesarja Bidacuja in sin Činu no okimija (茅渟王) ter princese Kibicuhime (吉備姫王). Cesarica Kogjoku je bila njegova starejša sestra po istih starših. Činu je bil sin princa Ošisaka hikohito no Oeja, katerega oče je bil cesar Bidacu. Imel je vsaj tri družiceː svojo cesarico, Hašihito no Himemiko (hčerka cesarja Džomeija) in sestro, cesarico Kogjoku.
Vladal je od 12. julija 645 do svoje smrti v letu 654.
Leta 645 je zasedel prestol dva dneva po incidentu Išši, ko je princ Naka no Oe (cesar Tendži) izvedel atentat na Soga no Iruka na dvoru cesarice Kogjoku. Cesarica je abdicirala v korist svojega sina in kronskega princa Naka no Oeja, a je le-ta vztrajal, da jo nasledi Kotoku.
- 645: V tretjem letu vladavine cesarice Kogjoku-tenno (皇極天皇三年) je le-ta abdicirala. Naledstvo (senso) je dobil njen mlajši brat. Kmalu zatem je sedel na prestol (sokuj) kot cesar Kotoku.[7]

Njegov dejanski naziv je bil verjetno Sumeramikoto ali Amenošita Širošimesu Okimi (治天下大王, »veliki kralj, ki vlada pod nebesi«), saj se naziv tenno pojavi šele v času cesarja Tenmuja in cesarice Džito. Lahko da so ga nazivali z Jamato Okimi (ヤマト大王/大君, »veliki kralj Jamata«).
Po Nihon Šokiju je bil nežne osebnosti in imel raje budizem.
Leta 645 je v območju Naniva ustvaril novo mesto in prestolnico prestavil v to mesto (Nara), ki je imelo morsko pristanišče in je bilo dobro za trgovino z zamejstvom in diplomacijo. Leta 653 je poslal diplomatsko misijo h kitajski dinastiji Tang, a so se nekatere ladje spotoma izgubile.
Naka no Oe je držal položaj kronskega princa in bil de facto vodja vlade. Leta 653 je predlagal ponovno prestavitev prestolnice v provinco Jamato. Kotoku mu ni ustregel, a se je Naka vseeno preselil tja. Mnogi dvorjani, med njimi cesarica Hašihito, so mu sledili. Kotoku je ostal v palači in naslednje leto umrl v palači. Po smrti princ ni zasedel prostora, zamenjala ga je bivša cesarica Kogjoku pod novim imenom cesarica Saimei.
Tekom njegove vladavine so ustanovili sistem haššo kjakkan (osem ministrstev in sto pisarn).
Dejanski kraj cesarjevega groba je znan. Tradicionalno jo častijo v spominskem šintoističnem svetišču (misasagi) v Osaki. Cesarska hiša je posvetila to lokacijo kot njen mavzolej. Uradno se imenuje Osaka-no-šinaga no misasagi.

### Kugjo
Kugjo (公卿) je skupni izraz za peščico najbolj močnih moških, delujočih na dvoru japonskega cesarja v času pred obdobjem Meidži. Večino časa so to elitno skupino sestavljali samo trije ali štirje možje naenkrat. Njihovo družinsko ozadje in izkušnje so jih pripeljale do vrha družbe. V času vladavine cesarja Kotokuja so organ Dajdžo-kan sestavljaliː
- Sadajdžin ("minister na levi"), Abe no Kurahaši-maro (阿部倉梯麻呂) (umrl 649), 645-649.[10]
- Sadajdžin, Kose no Tokoda (巨勢徳太) (593-658), 649-658.
- Udajdžin ("minister na desni"), Soga no Kura-no-Jamada no Išikava-no-maro (蘇我倉山田石川麻呂) (umrl 649), 645-649.
- Udajdžin, Otomo no Nagatoko (大伴長徳) (umrl 651), 649-651.
- Najdajdžin (内臣, "minister na sredini"), Nakatomi Kamako (中臣鎌子) (Fudživara no Kamatari, 藤原鎌足) (614-669), 645-669.

## Obdobja Kotokujeve vladavine
Leta Kotokujeve vladavine lahko bolj specifično identificiramo z dvema imenoma obdobij (nengo).
- Taika (645-650)
- Hakuči (650-655)

## Družice in otroci
Cesarica: Princesa Hašihito (間人皇女) (umrla 665), hčerka cesarja Džomeija
Hi: Abe ni Otaraši-hime (阿部小足媛), hčerka Abe no Kurahaši-mara
- Princ Arima (有間皇子) (640-658)

Hi: Saga no Či-no-iracume (蘇我乳娘), hčerka Soga no Kura-no-Jamada no Išikava-no-mara